# Guerra Batista
A Guerra Batista (também conhecida como Grande Revolta de Escravos Jamaicana de 1831-32), foi uma rebelião que mobilizou 60 000 escravos na Jamaica e durou 10 dias. Liderada pelo pastor batista Samuel Sharpe, foi apoiada principalmente pelos membros da Igreja Batista entre os escravos.
Os líderes da rebelião foram educados por missionários influenciados pelo movimento abolicionista em Londres e tentaram uma greve geral pacífica. A rebelião foi suprimida com relativa facilidade pelas forças da elite escravista jamaicana. Foi dito que 12 brancos foram mortos pelos escravos, entre os quais Annie Palmer, conhecida como a Bruxa Branca, proprietária da Rose Hall Plantation, enquanto que foi registrado que centenas de rebeldes foram executados por tribunais militares, mesmo por ofensas menores, como roubo de um porco ou de uma vaca.
A brutalidade da repressão à revolta foi um dos motivos para a aceleração do processo de emancipação que se iniciou em 1833 e foi finalizado em 1838.